# Desa Peresak (administrativ by i Indonesien, lat -8,59, long 116,23)
Desa Peresak är en administrativ by i Indonesien.   Den ligger i provinsen Nusa Tenggara Barat, i den sydvästra delen av landet, 1 100 km öster om huvudstaden Jakarta. Desa Peresak ligger på ön Lombok Island.